# Голуей стрийт клуб
„Голуей стрийт клуб“ (на английски: Galway Street Club) е международна музикална група от улични музиканти, създадена в град Голуей, графство Голуей, Ирландия през март 2016 г.
Изпълненията на клуба са в широк спектър от музикални стилове като блус, американско кънтри, цигански джаз, рок, реге, фолк и трдиционна ирландска музика. В програмата си включва изпълнения, с които задръства тротоарите на градовете, в които концертират.Наричани са „Обединените нации за улично представяне“ или „Музикални обединени нации“.
Голуейските улични музиканти редовно осъществяват турнета и извън страната. През през 2017 г. са на 3-месечно турне във Франция, Нидерландия, Испания, Германия и Австрия.

## Състав на групата
В състава на групата участват музиканти от Ирландия, Франция, Аржентина, Германия, Съединените щати и Русия.
Членове
- Джони Ървайн – мандолина, китара, вокал – от Лийтрим, Ирландия
- Лора Коркоран – укулеле, вокал – от Лаоа
- Спуд Кенеди – китара, вокал – от Ню Мексико, САЩ
- Мерле Шуман – скрипал – от Бон, Германия
- Дмитри Нестерев – гармошка, акордеон – от Казан, Русия
- Нахуел Рафаеле – саксофон – от Буенос Айрес, Аржентина
- Джеймс Дилън – водещ вокал – от Клонмел, Ирландия
- Поли МакДангероус – електрическа китара – от Голуей, Ирландия
- Шейн Скали – каджон – от Роскомън, Ирландия
- Кай Фери – перкусии – от Донигал, Ирландия
- Пол Уолтър Кимбъл – тромпет, вокал – от Лас Крусес, Ню Мексико, САЩ
- Джеймс Дилън – вокал, китара – от Клонмел, Ирландия
- Бруно Пиеручи – бас китара – от Патагония, Аржентина
- Скали[1]
- Фин О'Калаган[1]
- Полтър Кимбъл[1]

## Музикални издания
- Radio Caroline – 2013 – дебютен сингъл на Джеймс Дилън[5]
- Soverign State Of Madness – 2018[1]албум на живо от турнетата им в Ирландия, Великобритания и Германия.[2]

1. Have You Ever Been – 6:20	мин.[6]
2. Have You Ever Been – 6:20	мин.[6]
3. Hit the Bottle – 4:17 мин.[6]
4. Shakes and Temptations – 4:16	мин.[6]
5. Yaya Where's the Yeyo – 3:38 мин.[6]
6. Mac the Knife – 3:21 мин.[6]
7. The Ghost of Pat Fahy – 5:49	мин.[6]
8. Serious Man (In My Hoose) – 2:49 мин.[6]
9. My Dog Talks to Me – 3:03 мин.[6]
10. Open Your Mind and Shut Your Mouth – 5:15 мин.[6]
11. Fun Loving Time – 6:55	 мин.[6]

- Galway Street Cub[7]

## Премеждия
През септември 2019 г. членовете на съвета гласуват в решение в подкрепа на допълнителни подзаконови актове. Новите правила забраняват използването на усилватели или бек песни и налагат пълна забрана на барабани. Те също така включват строги ограничения за „кръгови действия“, т.е. групи, които привличат големи тълпи.
Усилвателите са били обект на много дебати по темата – макар първоначално съветът да възнамерява да ограничи силата на усилване, в крайна сметка ограничаване на силата на звука в децибели и определяне на предел се счита за неприложим. В резултат на това използването на електронни усилватели е забранено всеки ден преди 18 часа.
Голуей Стрийт Клуб предупреждава своите фенове, че от 2 януари 2020 г., поради нововъведен правила за заетост, правила които могат да ги изгонят от Голуей, ако искат да продължат да свирят. Музикантите определят изискванията: „Даден изпълнител не трябва да „казва, прави или пее нещо, което е вероятно да предизвика тревога, стрес или обида“, като „ограничителни, почти задушаващи“.